# Малгарини, Райан
Райан Тимоти Малгарини (англ. Ryan Timothy Malgarini; род. 12 июня 1992, Рентон, США) — американский актёр, дважды лауреат премии «Молодой актёр».

## Биография
Райан Малгарини родился в 1992 году в Ринтоне. С самого детства он начал сниматься в рекламе, в том числе McDonald's и Washington Mutual. В 2003 году дебютировал в кино, появившись в фильме «Соединённые штаты Лиланда» в роли 6-летнего Лиланда. Тогда же снялся в кинокомедии «Чумовая пятница», где перевоплотился в экранного брата Линдси Лохан. Эта работа принесла актёру широкую известность. Спустя более 10 лет он всё ещё называл себя в Твиттере «Тем ребенком из „Чумовой пятницы“». В 2005 году появился в телефильме Disney Channel «Лёд в сердце», в 2006 — в комедии для детей «Как есть жареных червяков».
В 2008—2010 годах Малгарини снимался в телесериале «Холостяк Гари» в роли Тома Брукса, сына главного героя. Также появлялся в эпизодических и второстепенных ролях в телесериалах «Майк и Молли», «Закон Хэрри» «Кости» и «Трудности ассимиляции». В 2014 актёр исполнил главные роли в картинах «Молодой Кесьлёвский» и «Укуренный Оливер». В 2016 году перевоплотился в Трента в телесериале «Волчонок».

## Фильмография
| Год       |    | Русское название                 | Оригинальное название             | Роль               |
| --------- | -- | -------------------------------- | --------------------------------- | ------------------ |
| 2003      | ф  | Соединённые штаты Лиланда        | The United States of Leland       | 6-летний Лиланд    |
| 2003      | с  | Девочки Гилмор                   | Gilmore Girls                     | Фред Ларсон        |
| 2003      | ф  | Чумовая пятница                  | Freaky Friday                     | Гарри Коулман      |
| 2003      | тф | Большой широкий мир Карла Лэемка | The Big Wide World of Carl Laemke | Билли Лэемк        |
| 2004      | с  | Малкольм в центре внимания       | Malcolm in the Middle             | Ной                |
| 2004      | тф | Робинсоны: Затерянные в космосе  | The Robinsons: Lost in Space      | Уилл Робинсон      |
| 2005      | тф | Лёд в сердце                     | Go Figure                         | Брэдли Кингсфорд   |
| 2006      | ф  | Как есть жареных червяков        | How to Eat Fried Worms            | Бенджи             |
| 2006      | с  | Переговорщики                    | Standoff                          | Тайлер             |
| 2008—2010 | с  | Холостяк Гари                    | Gary Unmarried                    | Том Брукс          |
| 2011      | с  | Майк и Молли                     | Mike & Molly                      | Мэтт               |
| 2012      | с  | Закон Хэрри                      | Harry's Law                       | Скотт              |
| 2012      | ф  | Риддл                            | Riddle                            | Натан              |
| 2013      | с  | Кости                            | Bones                             | Дэйл               |
| 2014      | ф  | Укуренный Оливер                 | Oliver, Stoned                    | Девон              |
| 2014      | ф  | Молодой Кесьлёвский              | The Young Kieslowski              | Брайан Кесьлёвский |
| 2014      | с  | Тяжёлый случай                   | I Didn't Do It                    | Алекс              |
| 2015      | с  | Кураторы общаги                  | Resident Advisors                 | Бип                |
| 2015      | с  | Трудности ассимиляции            | Fresh Off the Boat                | Майк               |
| 2016      | с  | Волчонок                         | Teen Wolf                         | Трент              |
| 2018      | с  | Мамочка                          | Mom                               | Брендан            |

## Награды и номинации
| Награды и номинации | Награды и номинации | Награды и номинации                                                                     | Награды и номинации | Награды и номинации |
| Награда             | Год                 | Категория                                                                               | Итог                |                     |
| ------------------- | ------------------- | --------------------------------------------------------------------------------------- | ------------------- | ------------------- |
| Молодой актёр       | 2004                | Лучшая работа в кинофильме — актёр до десяти лет за фильм «Чумовая пятница»             | Номинация           |                     |
| Молодой актёр       | 2007                | Лучшая актёрский состав в кинофильме за фильм «Как есть жареных червяков»               | Победа              |                     |
| Молодой актёр       | 2009                | Лучшая работа в телесериале — актёр второго плана за телесериал «Холостяк Гари»         | Номинация           |                     |
| Молодой актёр       | 2010                | Лучшая работа в телесериале — актёр второго плана за телесериал «Холостяк Гари»         | Победа              |                     |
| Молодой актёр       | 2012                | Лучшая работа в телесериале — приглашённый актёр 18-21 лет за телесериал «Майк и Молли» | Победа              |                     |